# Soboth
Soboth est une ancienne commune autrichienne du district de Deutschlandsberg en Styrie.